# Liste der Baudenkmäler in Heustreu
Auf dieser Seite sind die Baudenkmäler in der unterfränkischen Gemeinde Heustreu zusammengestellt. Diese Tabelle ist eine Teilliste der Liste der Baudenkmäler in Bayern. Grundlage ist die Bayerische Denkmalliste, die auf Basis des Bayerischen Denkmalschutzgesetzes vom 1. Oktober 1973 erstmals erstellt wurde und seither durch das Bayerische Landesamt für Denkmalpflege geführt wird. Die folgenden Angaben ersetzen nicht die rechtsverbindliche Auskunft der Denkmalschutzbehörde.
 Diese Liste gibt den Fortschreibungsstand vom 8. Februar 2020 wieder und enthält 43 Baudenkmäler.

## Baudenkmäler nach Ortsteilen

### Heustreu
| Lage                                                                             | Objekt                              | Beschreibung | Akten-Nr.              | Bild           |
| -------------------------------------------------------------------------------- | ----------------------------------- | --- | ---------------------- | -------------- |
| Alte Straße 2, an der Rückwand der Wegkapelle (Standort)                         | Bildstock                           | Kreuzigungsrelief, Rückseite Medaillon mit Christuskopf, 17. Jh. | D-6-73-133-7           | BW             |
| Am Bahnhof (Standort)                                                            | Kapelle                             | Mit vor Satteldachbau gesetztem Rundbogenportal, 19. Jahrhundert | D-6-73-133-38 Wikidata | weitere Bilder |
| Am Michaelsberg 6 (Standort)                                                     | Pforte                              | Nachgotisch, bezeichnet „1627“ | D-6-73-133-46 Wikidata | weitere Bilder |
| Nähe Am Salzbrunnen (Standort)                                                   | Bildstock                           | auf Altarsockel, Rokoko, 1769 | D-6-73-133-28          | weitere Bilder |
| Am Schäferig 5 (Standort)                                                        | Pforte                              | Abgefastes Steingewände mit Schulterbogen, 16./17. Jahrhundert | D-6-73-133-23 Wikidata | weitere Bilder |
| Blendlein, Nähe Wiesenmühle (Standort)                                           | Bildstock                           | Fünf Heilige Wunden, Dreifaltigkeit, 1816 | D-6-73-133-39 Wikidata | BW             |
| Büchelberg (Standort)                                                            | Sühnestein                          | Mit Wappen und Inschrift, 17. Jahrhundert | D-6-73-133-43 Wikidata | BW             |
| Bühlstraße 3 (Standort)                                                          | Pfarrhaus                           | Zweigeschossig auf hohem Keller, Keller und Erdgeschoss massiv, Fachwerkobergeschoss mit Satteldach, 1697 | D-6-73-133-1 Wikidata  | weitere Bilder |
| Bühlstraße 3 (Standort)                                                          | Rückwärtiger Anbau                  | In Fachwerk, 18. Jahrhundert | D-6-73-133-1 Wikidata  | weitere Bilder |
| Bühlstraße 3 (Standort)                                                          | Hofmauer                            | Mit nachgotischer Pforte, bezeichnet „1655“ | D-6-73-133-1 Wikidata  | weitere Bilder |
| Bühlstraße 11 (Standort)                                                         | Hausfigur                           | Relief der Flucht nach Ägypten, Rokoko, zweite Hälfte 18. Jahrhundert | D-6-73-133-3 Wikidata  | weitere Bilder |
| Bühlstraße 22 (Standort)                                                         | Pforte                              | Nachgotisch, bezeichnet „1617“ | D-6-73-133-4 Wikidata  | weitere Bilder |
| Bühlstraße 23 (Standort)                                                         | Kellertürgewände                    | Bezeichnet „168“ | D-6-73-133-5 Wikidata  | weitere Bilder |
| Bühlstraße 23 (Standort)                                                         | Nachgotische Pforte                 | Bezeichnet „1596“ | D-6-73-133-5 Wikidata  | weitere Bilder |
| Bühlstraße 25 (Standort)                                                         | Pforte                              | Nachgotisch, 1607 | D-6-73-133-6 Wikidata  | weitere Bilder |
| Eschbach, an der Saalebrücke (Standort)                                          | Bildstock                           | Heiliger Kilian, rückwärtig Kreuzigungsgruppe, signiert „Hans Balling Stein Metz“ und bezeichnet „1749“ | D-6-73-133-42 Wikidata | BW             |
| Friedhofsweg 7 (Standort)                                                        | Schmerzensmann                      | Sandsteinstatue auf Sockel mit Inschrift, schon in klassizistischen Formen, bezeichnet „1762“ | D-6-73-133-16 Wikidata | weitere Bilder |
| Friedhofsweg 7 (Standort)                                                        | Kreuzschlepper                      | Sandsteinskulptur auf Sockel mit Inschrift, bezeichnet „1762“ | D-6-73-133-48 Wikidata | weitere Bilder |
| Friedhofsweg 7 (Standort)                                                        | Bildstock                           | Nische mit Vesperbildrelief bezeichnet „Mater dolerosa“, Michaelsstatue als Bekrönung, rückwärtig Sotilia, bezeichnet „1742“ | D-6-73-133-17 Wikidata | weitere Bilder |
| Friedhofsweg 7, Winterleite (Standort)                                           | Kreuzweg                            | 14 Stationen, 12 spätbarocke Reliefs in reicher Rahmung auf gebauchten altarartigen Sockeln, Station XII als Kreuzigungsgruppe, drei Kreuze mit Christus und Schächern, dazwischen Maria und Johannes, Station XIV in Form einer Heiliggrabkapelle, Satteldachbau mit zwei Wächterfiguren am vorgesetzten rundbogigen Eingangsportal, 1762 | D-6-73-133-13 Wikidata | weitere Bilder |
| Friedhofsweg 9 (Standort)                                                        | Katholische Kirche St. Michael      | Spätgotische Chorturmkirche, Chorturmerdgeschoss 13./14. Jahrhundert, Obergeschosse und Laternenhaube 1735, Langhaus mit Satteldach 1456 (dendrochronologisch datiert), Seitenkapelle, Veränderungen um 1576, nördlich angefügte Nebenkapelle; mit Ausstattung                                                                             | D-6-73-133-12 Wikidata | weitere Bilder |
| Friedhofsweg 9 (Standort)                                                        | Kirchhofmauer                       | Im Kern wohl spätmittelalterlich | D-6-73-133-12 Wikidata | weitere Bilder |
| Friedhofsweg 7, außen an der Kirchhofmauer (Standort)                            | Lourdesgrotte                       | Anfang 20. Jahrhundert | D-6-73-133-12 Wikidata | BW             |
| Friedrichgasse 6 (Standort)                                                      | Hoftor                              | Sitznische und Pforte, 1671 | D-6-73-133-9 Wikidata  | weitere Bilder |
| Friedrichgasse 10 (Standort)                                                     | Pforte                              | Nachgotisch, bezeichnet „1608“ | D-6-73-133-10 Wikidata | weitere Bilder |
| Mühlstraße 2 (Standort)                                                          | Bauernhof                           | Zweigeschossiges giebelständiges Wohnhaus mit Satteldach, Steinbau mit Treppengiebel | D-6-73-133-18 Wikidata | weitere Bilder |
| Mühlstraße 2 (Standort)                                                          | Bauernhof                           | Rundbogiges Hoftor und Pforte mit Schulterbogen, bezeichnet „1556“; nicht nachqualifiziert | D-6-73-133-18 Wikidata | weitere Bilder |
| Mühlstraße 12 (Standort)                                                         | Bauernhof                           | Dreigeschossiges Eckwohnhaus mit Satteldach, Erdgeschoss massiv, Obergeschosse Fachwerk verputzt, zweite Hälfte 16. Jahrhundert, Kellernische bezeichnet „1584“; nicht nachqualifiziert | D-6-73-133-19 Wikidata | weitere Bilder |
| Mühlstraße 12 (Standort)                                                         | Bauernhof                           | Rückwärtig angefügt dreigeschossiges Gebäude mit Satteldach, massivem Erdgeschoss, und verputzten Fachwerkobergeschossen, hofseitig zweigeschossig Lauben, ein Kellerfenster mit Schiebestein, 17. und 19. Jahrhundert; nicht nachqualifiziert                                                                                             | D-6-73-133-19 Wikidata | BW             |
| Mühlstraße 12 (Standort)                                                         | Bauernhof                           | Rundbogiges Hoftor mit nachgotischer Pforte, bezeichnet „1613“; nicht nachqualifiziert | D-6-73-133-19 Wikidata | weitere Bilder |
| Mühlstraße 13 (Standort)                                                         | Bauernhof                           | Zweigeschossiges Wohnhaus in Ecklage, massives Erdgeschoss mit Eckpilastern und profilierten geohrten Fenstergewänden, Fachwerkobergeschoss, Halbwalmdach, 1794 | D-6-73-133-20 Wikidata | weitere Bilder |
| Mühlstraße 13 (Standort)                                                         | Bauernhof                           | Hofmauer mit Nebenpforte, bezeichnet „1798“ | D-6-73-133-20 Wikidata | weitere Bilder |
| Mühlstraße 13 (Standort)                                                         | Bauernhof                           | Hoftor bezeichnet „1801“ | D-6-73-133-20 Wikidata | weitere Bilder |
| Obere Au, Straße nach Rödelmaier (Standort)                                      | Bildstock                           | Mit Dreifaltigkeit und Pietà, 18./19. Jahrhundert | D-6-73-133-41 Wikidata | BW             |
| Staatsstraße 2445, Einmündung der B 279 in die B 19 nach Bad Neustadt (Standort) | Steinkreuz                          | Bezeichnet „1840“ | D-6-73-133-45 Wikidata | BW             |
| Torstraße 2 (Standort)                                                           | Heiligenhäuschen                    | Marienkrönung, 1840 | D-6-73-133-25 Wikidata | weitere Bilder |
| Torstraße 2 (Standort)                                                           | Hofmauer und Rundbogenpforte        | Um 1600 | D-6-73-133-24 Wikidata | weitere Bilder |
| Torstraße 15 (Standort)                                                          | Hofmauer mit rundbogiger Pforte     | Bezeichnet „1702“ | D-6-73-133-27 Wikidata | weitere Bilder |
| Nähe Vorstraße, an der Brücke über die Streu (Standort)                          | Nepomukfigur                        | Sandsteinstatue auf Sockel, bezeichnet „1721“ | D-6-73-133-37 Wikidata | weitere Bilder |
| Vorstraße 5 (Standort)                                                           | Hoftor                              | Rundbogig, mit Schulterbogenpforte, 1739 | D-6-73-133-29 Wikidata | weitere Bilder |
| Vorstraße 9 (Standort)                                                           | Pforte                              | Stein, in nachgotischer Form, bezeichnet „1732“ | D-6-73-133-55 Wikidata | weitere Bilder |
| Vorstraße 26 (Standort)                                                          | Pforte                              | Nachgotisch, bezeichnet „1685“; nicht nachqualifiziert | D-6-73-133-31 Wikidata | weitere Bilder |
| Vorstraße 26 (Standort)                                                          | Hausfigur                           | Heilige Familie, Holz, 18. Jahrhundert; nicht nachqualifiziert | D-6-73-133-31 Wikidata | BW             |
| Wettergarten (Standort)                                                          | Bildstock                           | Relief mit Vierzehn Nothelfern, rückseitig Mater Dolorosa mit Beweinung, seitlich Petrus und Paulus, 18. Jh. | D-6-73-133-40 Wikidata | BW             |
| Wettergarten, an der Streu (Standort)                                            | Veitskapelle                        | Kleiner Saal mit Satteldach, 18. Jahrhundert | D-6-73-133-44 Wikidata | BW             |
| Nähe Wetterstraße, nordöstlich vor dem Kirchhof (Standort)                       | Bildstock                           | Spätbarock, Säule mit ionischem Kapitell, darüber Trinitätsrelief in Nische, Volutenabschluss bekrönt vom Erzengel Michael, Rückseite Vesperbild, seitlich Statuen St. Aquilinnus und St. Wendelin, Mitte 18. Jh. | D-6-73-133-50          | weitere Bilder |
| Wetterstraße, vor dem Kirchhof beim Rathaus (Standort)                           | Bildstock                           | Auf Säule mit Kompositkapitell Marienkrönung in reicher barocker, von Engeln besetzter Volutenrankenrahmung, bekrönt vom Auferstandenen, Rückseite Vesperbild, 1. Hälfte 18. Jh. | D-6-73-133-49          | weitere Bilder |
| Wetterstraße 2 (Standort)                                                        | Katholische Pfarrkirche St. Michael | Schutzengel, gotischer Turm mit Spitzhelm 14. Jahrhundert, dreischiffiges Hallenlanghaus mit eingezogenem Chor Stahlbetonskelettbau 1956/57 von Hans Schädel; mit Ausstattung | D-6-73-133-32 Wikidata | weitere Bilder |
| Nähe Wetterstraße (Standort)                                                     | Kirchhofbefestigung                 | Spätmittelalterlich, Bruchsteinmauern | D-6-73-133-32 Wikidata | weitere Bilder |
| Nähe Wetterstraße (Standort)                                                     | Kirchhofbefestigungsturm            | Spätmittelalterlich, südwestlicher Rundturm mit Kegeldach | D-6-73-133-32 Wikidata | weitere Bilder |
| Nähe Wetterstraße (Standort)                                                     | Kirchhofbefestigungsturm            | Spätmittelalterlich, nordwestlicher Rundturm mit Kegeldach | D-6-73-133-32 Wikidata | weitere Bilder |
| Nähe Wetterstraße (Standort)                                                     | Marienstandbild                     | Im Kirchhof, 19. Jahrhundert | D-6-73-133-32 Wikidata | weitere Bilder |
| Wetterstraße 3 (Standort)                                                        | Pforte                              | Stein, nachgotisch, bezeichnet „1619“ | D-6-73-133-33 Wikidata | weitere Bilder |
| Wetterstraße 4 (Standort)                                                        | Ehemaliges Schulhaus, jetzt Rathaus | Zweigeschossiger spätklassizistischer Kubus mit Walmdachbau, 1832 | D-6-73-133-34 Wikidata | weitere Bilder |
| Wetterstraße 11 (Standort)                                                       | Pforte                              | Stein, nachgotisch, bezeichnet „1712“ | D-6-73-133-35 Wikidata | weitere Bilder |

## Ehemalige Baudenkmäler
In diesem Abschnitt sind Objekte aufgeführt, die früher einmal in der Denkmalliste eingetragen waren, jetzt aber nicht mehr. Objekte, die in anderem Zusammenhang also z. B. als Teil eines Baudenkmals weiter eingetragen sind, sollen hier nicht aufgeführt werden. Aktennummern in diesem Abschnitt sind ehemalige, jetzt nicht mehr gültige Aktennummern.

| Lage                                 | Objekt                    | Beschreibung                          | Akten-Nr.              | Bild           |
| ------------------------------------ | ------------------------- | ------------------------------------- | ---------------------- | -------------- |
| Heustreu Bühlstraße 4 (Standort)     | Hofmauer mit Pforte       | 1581                                  | D-6-73-133-2 Wikidata  | weitere Bilder |
| Heustreu Bühlstraße 16 (Standort)    | Pforte                    | Stein, rundbogig, 19. Jahrhundert     | D-6-73-133-21 Wikidata | weitere Bilder |
| Heustreu Kirchgartenweg 3 (Standort) | Wappen und Hausfigur      | 18. Jahrhundert                       | D-6-73-133-11 Wikidata | BW             |
| Heustreu Talstraße 4 (Standort)      | Hofmauer mit Pforte       | 1584                                  | D-6-73-133-22 Wikidata | BW             |
| Heustreu Torstraße 9 (Standort)      | Hausfigur                 | Spätbarocke Marienstatue, Stuck, 1779 | D-6-73-133-26 Wikidata | BW             |
| Heustreu Torstraße 27 (Standort)     | Bildstock auf Altarsockel | 1769                                  | D-6-73-133-28 Wikidata | BW             |
| Heustreu Wetterstraße 23 (Standort)  | Tafel                     | 1826                                  | D-6-73-133-36 Wikidata | BW             |